# Bob Latchford
Robert Dennis "Bob" Latchford, né le 18 janvier 1951 à Birmingham (Angleterre), est un footballeur anglais, qui évoluait au poste d'avant centre à Everton et en équipe d'Angleterre.
Latchford a marqué cinq buts lors de ses douze sélections avec l'équipe d'Angleterre entre 1977 et 1979.

## Carrière
- 1968-1974 : Birmingham City
- 1974-1981 : Everton
- 1981 : Brisbane Lions
- 1981-1984 : Swansea City
- 1984 : NAC Breda
- 1984-1985 : Coventry City
- 1985-1986 : Lincoln City
- 1986 : Newport County
- 1986-1987 : Merthyr Tydfil

## Palmarès

### En équipe nationale
- 12 sélections et 5 buts avec l'équipe d'Angleterre entre 1977 et 1979[1].

Birmingham City
- Meilleur buteur du Championnat d'Angleterre de football D2 (1) :
  - 1972: ? buts.

Everton FC
- Meilleur buteur du Championnat d'Angleterre de football (1) :
  - 1978: 30 buts.
- Finaliste de la Coupe de la ligue anglaise de football en 1977.

Swansea City
- Vainqueur de la Coupe du Pays de Galles de football en 1982 et 1983.

Merthyr Tydfil
- Vainqueur de la Coupe du Pays de Galles de football en 1987.